# Encyclia chloroleuca
Encyclia chloroleuca là một loài thực vật có hoa trong họ Lan. Loài này được (Hook.) Neumann mô tả khoa học đầu tiên năm 1846.

## Hình ảnh

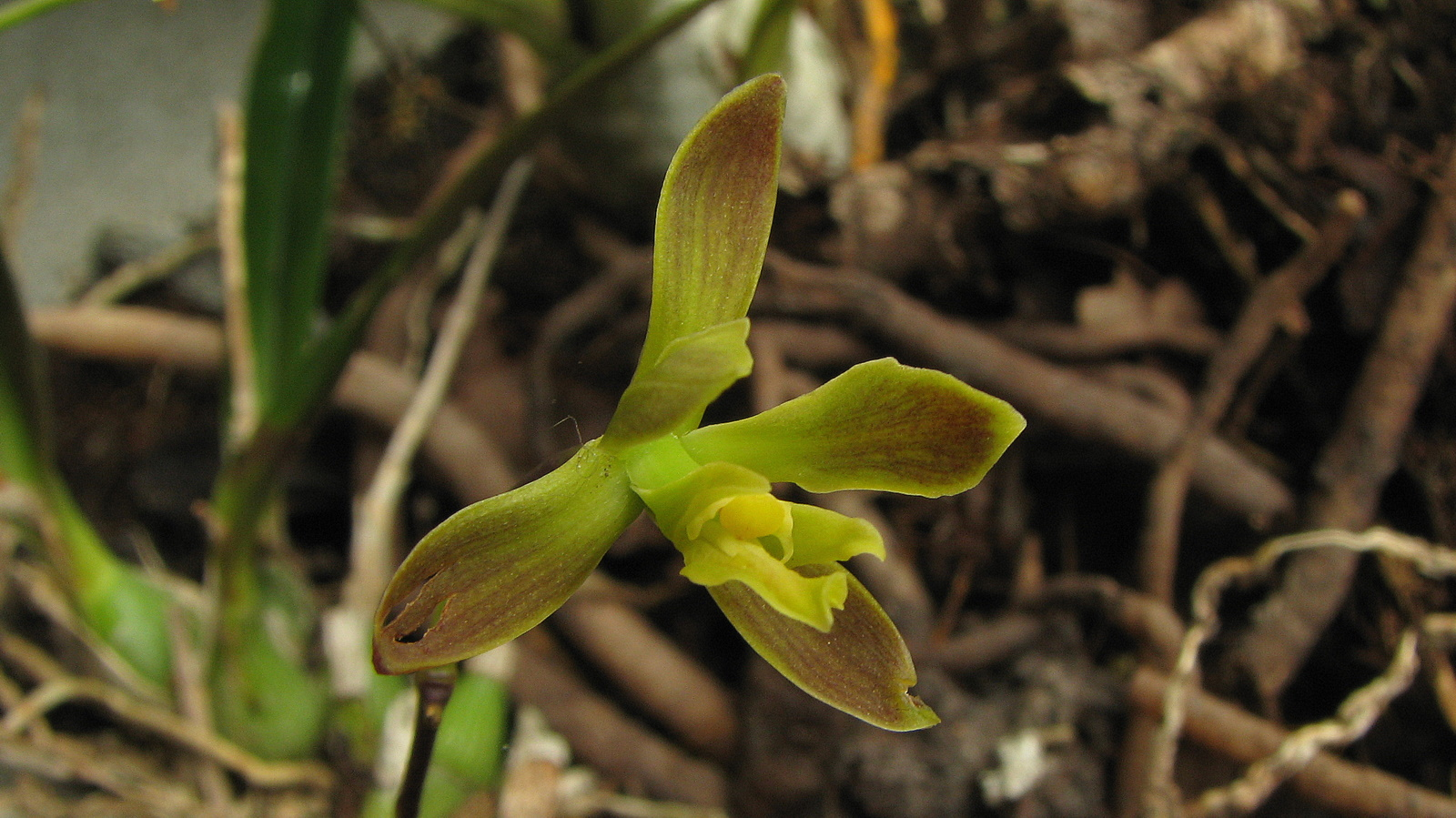